# Amomum tsao-ko
Amomum tsao-ko är en enhjärtbladig växtart som beskrevs av Crevost och Lemarié. Amomum tsao-ko ingår i släktet Amomum och familjen Zingiberaceae. IUCN kategoriserar arten globalt som nära hotad. Inga underarter finns listade i Catalogue of Life.